# Cantón de Saint-Remy-en-Bouzemont-Saint-Genest-et-Isson
El cantón de Saint-Remy-en-Bouzemont-Saint-Genest-et-Isson era una división administrativa francesa, que estaba situada en el departamento de Marne y la región de Champaña-Ardenas.

## Composición
El cantón estaba formado por veinte comunas:
- Ambrières
- Arrigny
- Arzillières-Neuville
- Blaise-sous-Arzillières
- Brandonvillers
- Châtelraould-Saint-Louvent
- Châtillon-sur-Broué
- Drosnay
- Écollemont
- Giffaumont-Champaubert
- Gigny-Bussy
- Hauteville
- Landricourt
- Les Rivières-Henruel
- Lignon
- Margerie-Hancourt
- Outines
- Saint-Chéron
- Sainte-Marie-du-Lac-Nuisement
- Saint-Remy-en-Bouzemont-Saint-Genest-et-Isson

## Supresión del cantón de Saint-Remy-en-Bouzemont-Saint-Genest-et-Isson
En aplicación del Decreto nº 2014-208 de 21 de febrero de 2014, el cantón de Saint-Remy-en-Bouzemont-Saint-Genest-et-Isson fue suprimido el 22 de marzo de 2015 y sus 20 comunas pasaron a formar parte; trece del nuevo cantón de Sermaize-les-Bains y siete del nuevo cantón de Vitry-le-François-Champaña y Der.